# فرنسيس ك. تومسون
فرنسيس ك. تومسون (بالإنجليزية: Francis C. Thompson)‏ هو شخصية أعمال وسياسي أمريكي، ولد في 29 أكتوبر 1941. حزبياً، نشط في الحزب الديمقراطي. وقد انتخب عضو مجلس ولاية لويزيانا وانتخب عضو مجلس نواب لويزيانا.